# روني فيلب
روني فيلب (بالألمانية: Ronny Philp)‏ (28 يناير 1989 بسيبيو في رومانيا - ) هو لاعب كرة قدم ألماني في مركز الدفاع. لعب مع غرويتر فورت ونادي آوغسبورغ ونادي هايدنهايم ويان ريغينسبورغ وSpVgg Greuther Fürth II ‏.

## روابط خارجية
- روني فيلب على موقع قاعدة بيانات كرة القدم.إي يو (الإنجليزية)
- روني فيلب على موقع بيانات كرة القدم. دي إي (الألمانية)
- روني فيلب على موقع Soccerway.com (الإنجليزية)
- روني فيلب على موقع عالم كرة القدم.نت (الإنجليزية)
- روني فيلب على موقع AS.com (الإسبانية)